# Henry Wellesley, 1:e earl Cowley
Henry Richard Charles Wellesley, 1:e earl Cowley, född den 17 juni 1804 i London, död den 15 juli 1884 på godset Druycot i Wiltshire, var en brittisk diplomat. Han var son till Henry Wellesley, 1:e baron Cowley.   
Cowley ingick 1824 på diplomatbanan Han blev 1848 minister i Schweiz och 1851 minister i Frankfurt hos Tyska förbundet. Cowley, som 1847 ärvt faderns peersvärdighet, utsågs 1852 till allmän förvåning till ambassadör i Paris och kvarstod på denna post till 1867. Han utvecklade där beundransvärd smidighet och takt vid utjämnandet av konflikter mellan de båda västmakterna. Jämte Clarendon var Cowley brittisk underhandlare på Pariskonferensen 1856. År 1857 skötte han i Paris Storbritanniens fredsunderhandlingar med Persien. Samma år erhöll han earlvärdighet. År 1860 förde han jämte Cobden de viktiga förhandlingarna om en engelsk-fransk handelstraktat.